# Asea, Grekland
Asea är en ort i Arkadien, Grekland 20 kilometer sydväst om Tripoli.
Asea är känt genom de grävningar som  Erik J. Holmbergs ledning företogs här 1936-38. Betydande fynd från yngre stenåldern påträffades.